# Macedo de Cavaleiros
Macedo de Cavaleiros là một huyện thuộc tỉnh Bragança, Bồ Đào Nha. Huyện này có diện tích 699 km², dân số thời điểm năm 2001 là 17449 người.